# Phaethornis koepckeae
El ermitaño de Koepcke (Phaethornis koepckeae) es una especie de ave apodiforme de la familia Trochilidae, perteneciente al numeroso género Phaethornis. Es endémico de Perú.

## Distribución y hábitat
Se distribuye a lo largo de la base oriental de los Andes peruanos desde Amazonas al sur hasta el centro de Madre de Dios.
Esta especie es considerada bastante común en sus hábitats naturales: el sotobosque de selvas húmedas de árboles altos de tierras bajas y estribaciones montañosas, raramente en crecimientos secundarios adyacentes. En un estrecho rango altitudinal entre 450 y 1300 m.

## Estado de conservación
El ermitaño de Koepecke había sido calificado como casi amenazado por la Unión Internacional para la Conservación de la Naturaleza (IUCN) debido a la continua pérdida de hábitat causada por la deforestación. Sin embargo, en nueva evaluación realizada en 2023, fue re-calificado como preocupación menor debido a su extensa zona de distribución y a su población, ahora estimada entre 13 000 y 57 000 individuos maduros, que a pesar de considerada en decadencia no se encuentra severamente fragmentada.

## Sistemática

### Descripción original
La especie P. koepckeae fue descrita por primera vez por los ornitólogos estadounidenses John S. Weske y John Whittle Terborgh en 1977 bajo el mismo nombre científico; su localidad tipo es: «Cerros del Sira, 9°3O'S 74°47'W, elevación 860 m, Huánuco, Perú». El holotipo, una hembra adulta recolectada el 2 de julio de 1969, se encuentra depositado en el Museo Americano de Historia Natural, en Nueva York, bajo el número AMNH 830872.

### Etimología
El nombre genérico masculino «Phaethornis» se compone de las palabras del griego «phaethōn» que significa ‘sol’ y «ornis» que significa ‘pájaro’; y el nombre de la especie «koepckeae», conmemora a la ornitóloga germano - peruana Maria Koepcke (1949–1971), «por sus veinte años de notables contribuciones al estudio de la avifauna peruana».

### Taxonomía
Los estudios genéticos indican que la presente especie es hermana de Phaethornis philippii y el par formado por ambas es hermano de P. bourcieri. Es monotípica.